# Athol Fugard

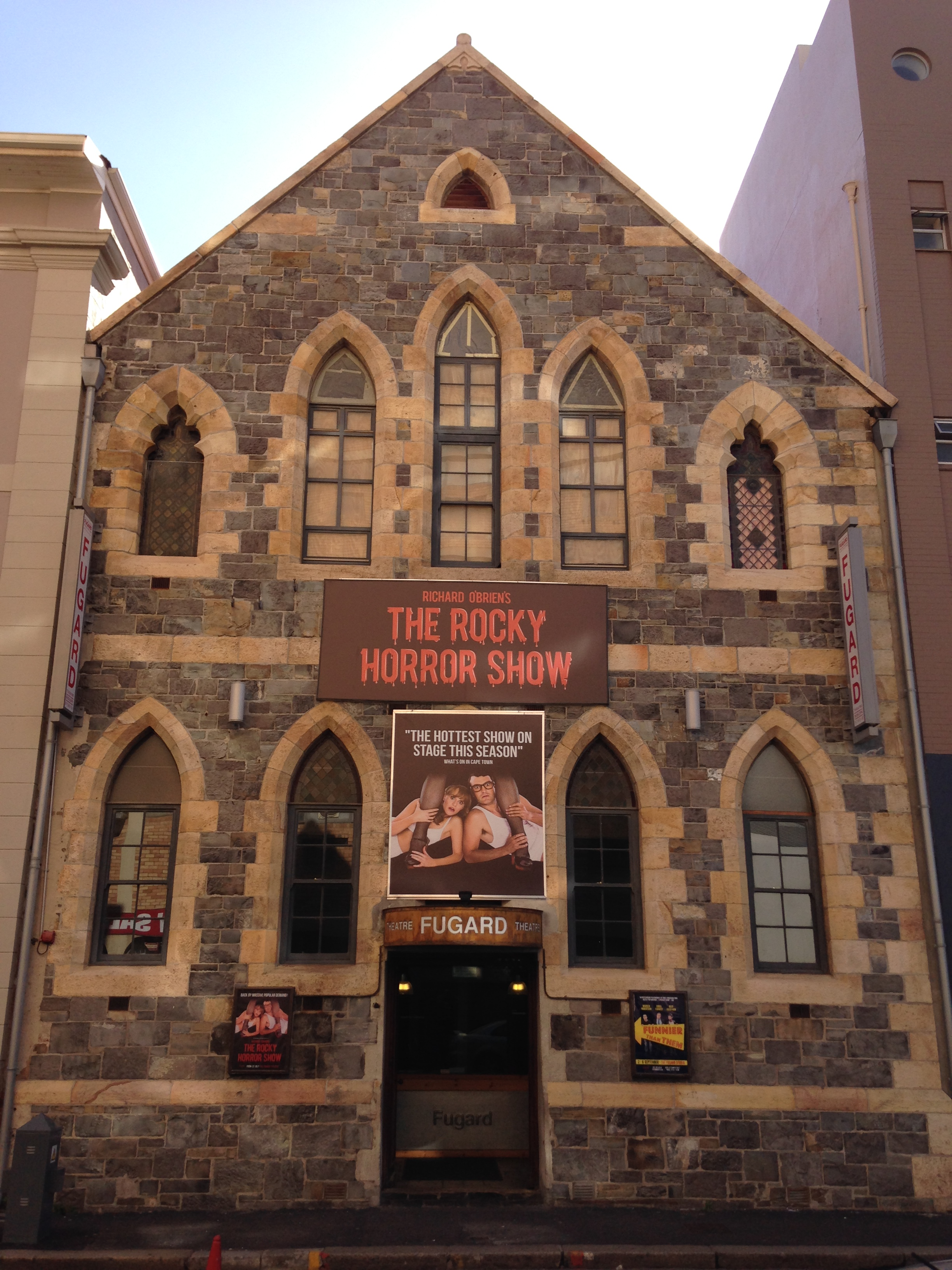
The Fugard Theatre i Kapstaden, namngiven efter Athol Fugard.

Harold Athol Lannigan Fugard, född 11 juni 1932 i Middelburg, Östra Kapprovinsen, död 8 mars 2025 i Stellenbosch, Västra Kapprovinsen, var en sydafrikansk författare, regissör och skådespelare, samt Sydafrikas mest betydande dramatiker. Fugard skrev huvudsakligen på engelska.

## Biografi
Fugard arbetade ett tag vid en särskild domstol för svarta i Johannesburg, The Native Commissioner's Court, och erfarenheterna därifrån gjorde att han började skriva dramatik om förhållandena i de svarta stadsdelarna. Hans första pjäser, No-Good Friday (1958, utgiven 1974) och Nogogo (1958, utgiven 1974), hämtar sitt stoff från livet i ett township, Sophiatown.
Hans internationella genombrott kom med de så kallade Port Elizabeth-dramerna, som blev till i samarbete med en grupp unga svarta skådespelare i Port Elizabeth, The Serpent Players. Dessa dramer var The Blood Knot (1961, utgiven 1963), Hello and Goodbye (1965, utgiven 1966), och Boesman and Lena/Bosman och Lena (1969, filmatiserad 1974 med Fugard i en av rollerna). Huvudpersonerna i pjäserna konfronteras med stora existentiella problem knutna till rasismen i det sydafrikanska samhället. Skådespelen Sizwe Banzi Is Dead (1972) och The Island/Ön (1972) tillkom i samarbete med John Kani och Winston Ntshoni. Det första behandlar de förhatliga passlagarna i Sydafrika, det andra förhållandena på fängelseön Robben Island. Dimetos (1975) är inspirerat av Albert Camus och A Lesson from Aloes (1978) är ett äktenskapsdrama. Master Harold and the Boys/Master Harold (1982) och The Road to Mecca/Vägen till Mecka (1985) har haft stor internationell framgång. Av senare stycken kan nämnas My Children! My Africa! (1989), Valley Song (1996), The Captain's Tiger (1999), Sorrows and Rejoicings (2001) och Exits and Entrances (2004).
Fugard skrev också romanen Tsotsi (1979, filmatiserad 2005, flerfaldigt prisbelönad med bland annat en Oscar för Bästa utländska film 2006) och memoarboken Cousins. A Memoir (1994), samt flera andra böcker. År 2000 gjordes en andra filmatisering av pjäsen Boesman and Lena. Dessutom var han själv aktiv inom film, som regissör av bland andra Marigolds in August (1980), prisbelönad vid Berlins filmfestival samma år, och som skådespelare i bland andra Richard Attenboroughs storfilm Gandhi (1982) och The Killing Fields (1984). Han spelade även i ett antal av sina egna pjäser, även internationellt (bland annat på Broadway i New York) och nominerades till/erhöll en rad priser, bland annat Tony Award. 
Fugard levde och arbetade stora delar av året i USA, bland annat med universitetsundervisning i teater. Då Sydafrika med tiden förändrats och apartheid som statssystem försvann på 1990-talet, har förändrades förutsättningarna för Fugards författarskap, även om de faktiska levnadsförhållandena i landet i praktiken inte har förändrats så väldigt mycket.

### Pjäser
- Klaas and the Devil (1956)
- The Cell (1957)
- No-Good Friday (1958)
- Nongogo (1959)
- The Blood Knot (1961); senare reviderad version: Blood Knot (1987)
- Hello and Goodbye (1965) [sv. samma titel]
- The Coat (1966)
- People Are Living There (1968)
- The Last Bus (1969)
- Boesman and Lena (1969) [sv. "Bosman och Lena"]
- Friday's Bread on Monday (1970)
- Sizwe Bansi Is Dead (1972) (utvecklad tillsammans med John Kani och Winston Ntshona)
- The Island (1972) [sv. "Ön"] (utvecklad tillsammans med John Kani och Winston Ntshona)
- Statements After an Arrest Under the Immorality Act (1972)
- Dimetos (1975)
- Orestes (1978)
- A Lesson from Aloes (1978)
- The Drummer (1980)
- Master Harold...and the Boys (1982) [sv. "Master Harold"]
- The Road to Mecca (1984) [sv. "Vägen till Mecka"]
- A Place with the Pigs: a personal parable (1987) [sv. "Hemma hos grisarna"]
- My Children! My Africa! (1989)
- My Life (1992)
- Playland (1993)
- Valley Song (1996)
- The Captain's Tiger: a memoir for the stage (1997)
- Sorrows and Rejoicings (2001)
- Exits and Entrances (2004)
- Booitjie and the Oubaas (2006)
- Victory (2007)
- Coming Home (2009)
- Have You Seen Us (2009)
- The Train Driver (2010)

### Pjäser och antologier i bokform
- Statements 1974, ISBN 0-19-281170-3, Oxford University Press
- Three Port Elizabeth plays: Blood Knot; Hello and Goodbye; Boesman and Lena 1974, ISBN 0-19-211366-6, Oxford University Press
- Sizwe Banzi is Dead och The Island 1976 ISBN 0-670-64784-5, Viking Press
- The Guest: an episode in the life of Eugene Marais (i samarbete med Ross Devenish) 1977, ISBN 0-949937-36-3, A.D. Donker
- Dimetos and two early plays 1977, ISBN 0-19-211390-9, Oxford University Press
- Boesman and Lena and other plays 1980, ISBN 0-19-570197-6, Oxford University Press
- Selected plays of Fugard 1980, ISBN 0-582-78129-9, Longman
- A Lesson from Aloes: A Play 1981, Oxford University Press
- Marigolds in August 1982, ISBN 0-86852-008-X, A. D. Donker
- Boesman and Lena 1983, ISBN 0-19-570331-6, Oxford University Press
- People are Living There 1983, ISBN 0-19-570332-4, Oxford University Press
- The Road to Mecca: a play in two acts (inspirerad av Helen Martins från New Bethesdas liv och gärning) 1985, ISBN 0-571-13691-5, Faber and Faber
- Selected plays [including] Master Harold...and the Boys 1987, ISBN 0-19-281929-1, Oxford University Press
- A Place with the Pigs: a personal parable 1988, ISBN 0-571-15114-0, Faber and Faber
- My Children! My Africa! and selected shorter plays; red. av Stephen Gray 1990, ISBN 1-86814-117-9, Witwatersrand University Press
- Blood Knot and other plays 1991, ISBN 1-55936-019-4, Theatre Communications Group
- Playland and other words 1992, ISBN 1-86814-219-1, Witwatersrand University Press
- The Township Plays 1993 red. av Dennis Walder, ISBN 0-19-282925-4, Oxford University Press
- Cousins: a memoir 1994, ISBN 1-86814-278-7,  Witwatersrand University Press
- Hello and Goodbye 1994, ISBN 0-19-571099-1, Oxford University Press
- Valley Song 1996, ISBN 0-571-17908-8, Faber and Faber
- The Captain's Tiger 1997, ISBN 1-86814-324-4, Witwatersrand University Press
- Athol Fugard: plays 1998, ISBN 0-571-19093-6, Faber and Faber
- Interior plays 2000, ISBN 0-19-288035-7, Oxford University Press
- Port Elizabeth plays 2000, ISBN 0-19-282529-1, Oxford University Press
- Sorrows and Rejoicings 2002
- Exits and Entrances 2004

### Romaner
- Notebooks 1960-1977 1983, ISBN 0-86852-011-X, A.D. Donker
- Tsotsi: a novel 1989, ISBN 0-86852-141-8, A.D. Donker. Översatt till svenska av Meta Ottosson (ISBN 91-85251-82-8)
- Karoo and other stories 2005, ISBN 0-86486-670-4, David Philip